# Han Zheng
Han Zheng (chinesisch 韩正, Pinyin Hán Zhèng; * April 1954 in der Stadt Cixi in der Provinz Zhejiang) ist ein chinesischer Politiker. Seit Oktober 2017 ist er Mitglied des 19. Ständigen Ausschusses des Politbüros der Kommunistischen Partei Chinas, ab März 2018 war er Erster Vizepremierminister des Staatsrates. Am 10. März 2023 wurde Han Zheng zum chinesischen Vizepräsidenten gewählt.

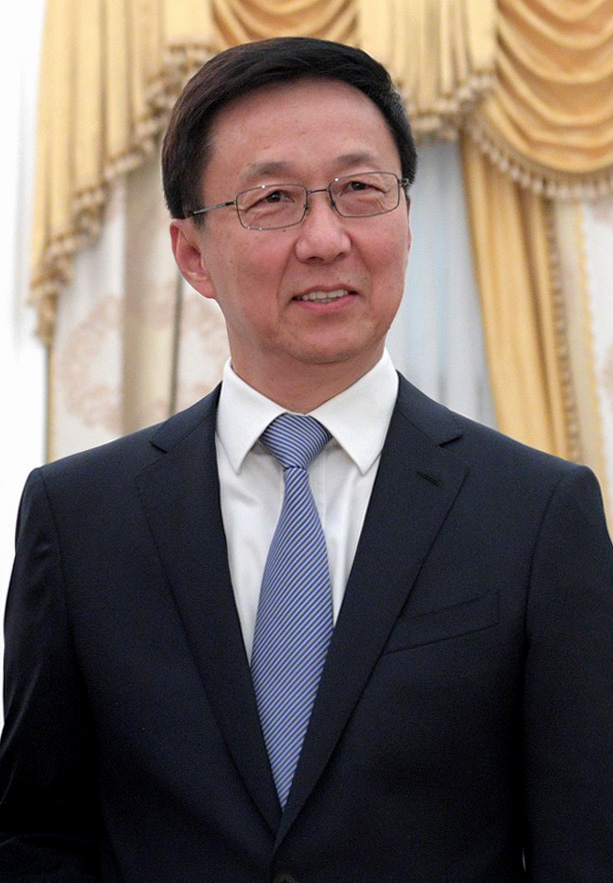
Han Zheng im September 2018 beim Staatsbesuch bei Wladimir Putin

## Werdegang
Zheng wurde im April 1954 in der Stadt Cixi in der Provinz Zhejiang geboren. Er trat im Jahr 1979 in die Kommunistische Partei Chinas ein. Zheng hat einen Master-Abschluss von der East China Normal University als Ökonom. Von 2003 bis 2012 war Han Bürgermeister von Shanghai. Unter seiner Führung wurde in Shanghai die Expo veranstaltet. Han war zuletzt Sekretär der Kommunistischen Partei von Shanghai, eine Position, die er von 2012 bis 2017 innehatte. Im Jahr 2012 wurde er Mitglied des 18. Politbüros der Kommunistischen Partei. Er gilt als Befürworter von Freihandel und weiteren Marktreformen in China. Von 2012 bis 2017 war er Mitglied des Politbüros und Mitglied des Sekretariats des Zentralkomitees der Kommunistischen Partei Chinas. Zheng wurde am 25. Oktober 2017 in den 19. Ständigen Ausschuss des Politbüros gewählt.

## Politische Positionen
Han gilt als Reformer. Er steht einer kleinen Führungsgruppe der Kommunistischen Partei Chinas mit ungefähr 30 Personen vor, die die Greater Bay Area (Guangdong, Hongkong, Macao) fördern soll.